# Reteporella aquitanica
Reteporella aquitanica är en mossdjursart som först beskrevs av Jullien och Calvet 1903.  Reteporella aquitanica ingår i släktet Reteporella och familjen Phidoloporidae. Inga underarter finns listade i Catalogue of Life.